# Kuifcachalote
De kuifcachalote (Pseudoseisura cristata) is een zangvogel uit de familie Furnariidae (ovenvogels).

## Kenmerken
De kuifcachalote is 23 tot 25 centimeter lang. Het is een roodbruine vogel met kuifje en gele ogen. Verder heeft deze vogel een lange donkerrode staart.

## Verspreiding en leefgebied
Deze soort is endemisch in het noordoosten van Brazilië, maar komt verder ook voor in Minas Gerais. De natuurlijke habitats zijn galerijbossen en droge gebieden in het bioom Caatinga.

## Status
De grootte van de populatie is niet gekwantificeerd, maar de aantallen nemen toe. Om deze redenen staat de kuifcachalote als niet bedreigd op de Rode Lijst van de IUCN.